# Mühlenkampkanal

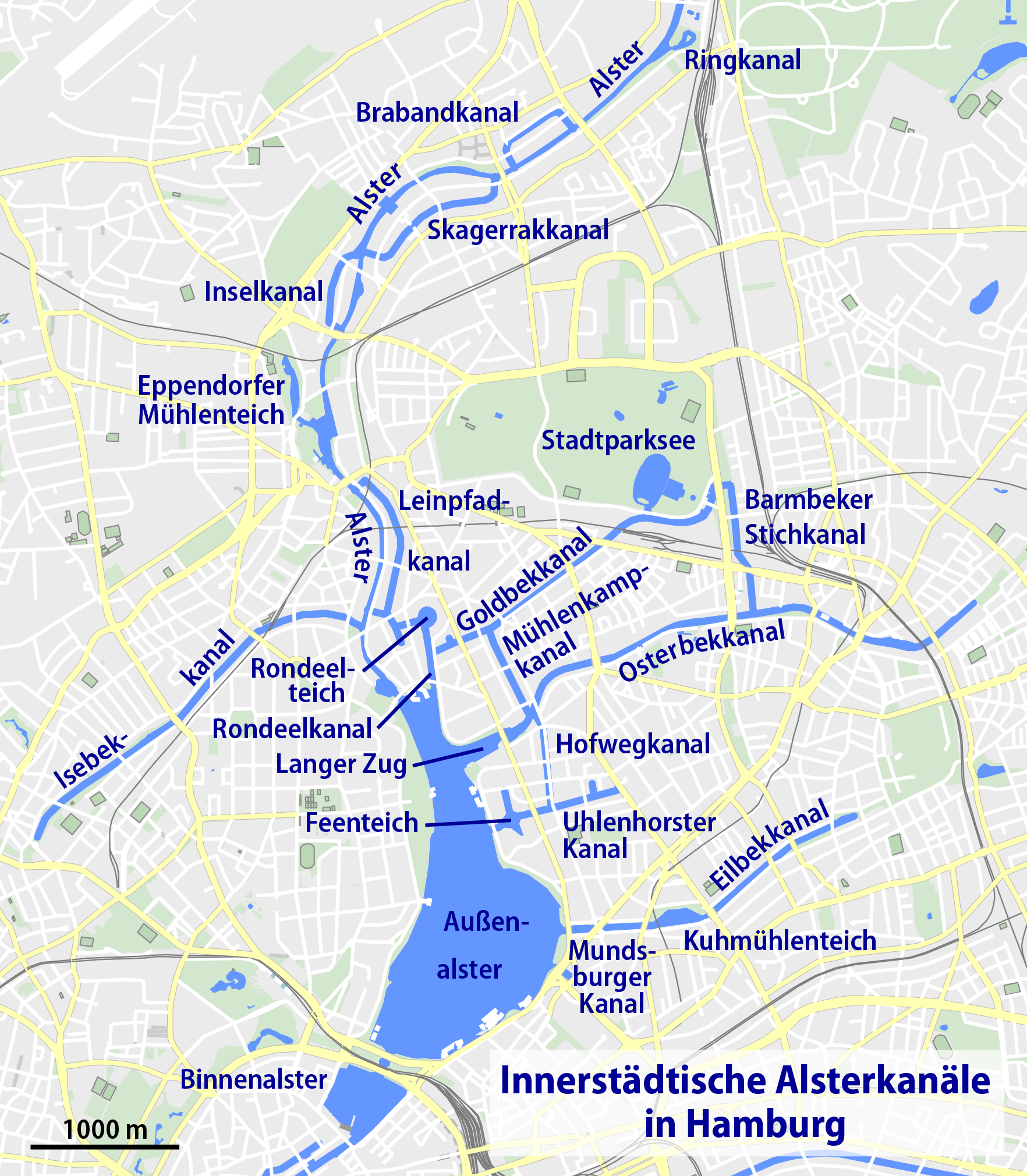
Innerstädtische Kanäle von Hamburg

Der Mühlenkampkanal ist ein Kanal in Hamburg-Winterhude. Er erstreckt sich vom Goldbekkanal zum Osterbekkanal.

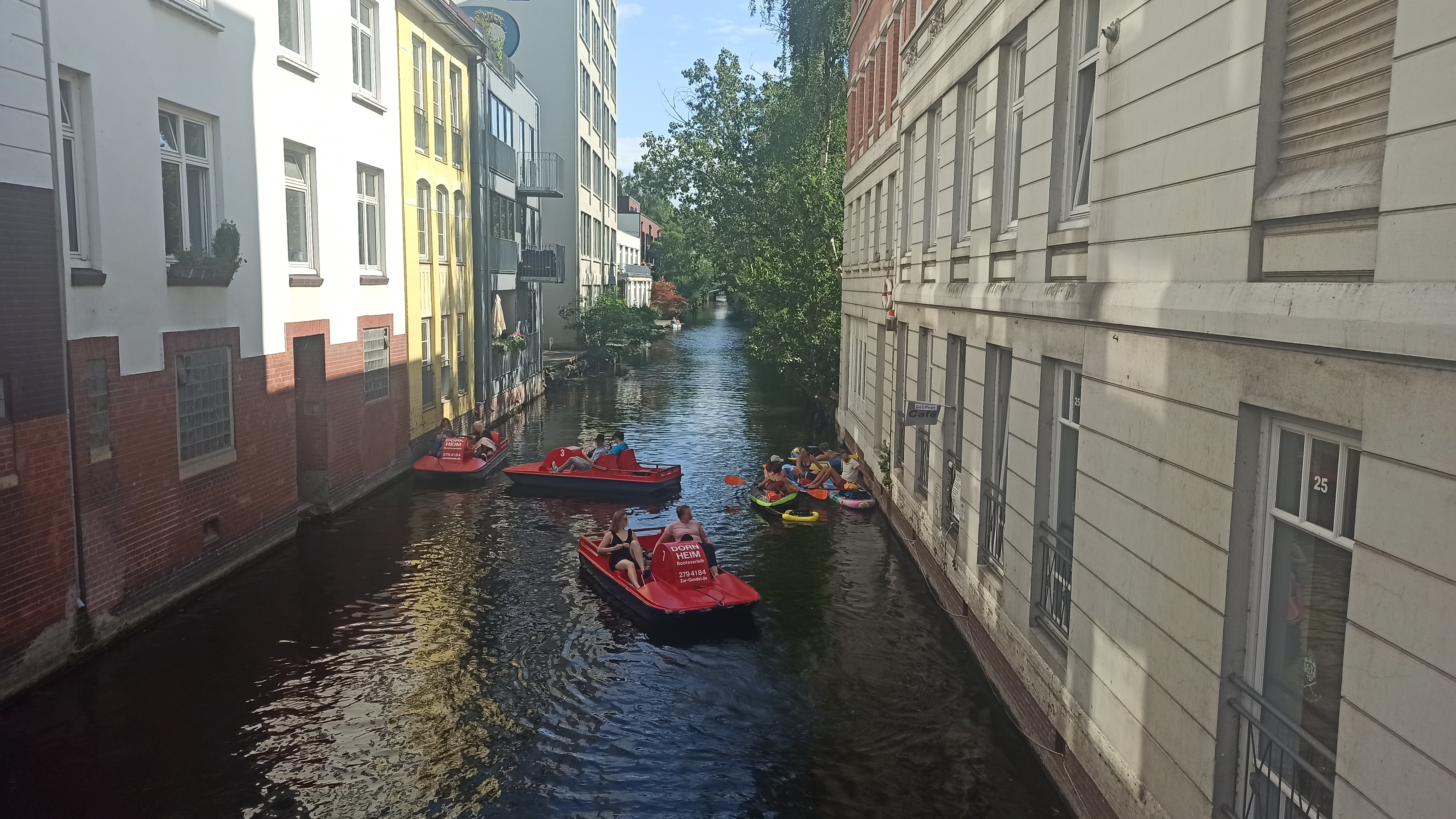
Der Mühlenkampkanal vom Poelchaukamp Richtung Osterbekkanal mit Blick auf das Café Canale

## Verlauf
Das nördliche Ende des 615 Meter langen und zehn Meter breiten Kanals ist der Goldbekkanal. Von dort (Lage) aus verläuft er Richtung Süden parallel zur Dorotheenstraße und zum Mühlenkamp. Er verläuft unter dem Poelchaukamp und der Körnerstraße hindurch und ist dann im Süden mit dem Langen Zug (Osterbekkanal) verbunden (Lage).
Ursprünglich begann der Kanal 185 Meter weiter nördlich am Poßmoorweg (Lage), dieser Abschnitt wurde jedoch nach dem Zweiten Weltkrieg verfüllt.
Am Poelchaukamp liegt das Café Canale am Mühlenkampkanal. Personen auf vorbeifahrenden Booten können direkt am Kanal beim Café Speisen und Getränke kaufen.